# Natuurreservaat Mellerstön
Natuurreservaat Mellerstön is een Zweeds natuurreservaat in het noordwesten van de Botnische Golf. Het ligt in de Pite-archipel en daarmee automatisch binnen de gemeente Piteå. Het natuurreservaat uit 1997 bestaat uit de zuidpunt van het eiland Mellerstön, de zee ten oosten en ten zuiden van dat eiland. Het Natuurreservaat Mellerstön sluit daarbij in het zuidoosten naadloos aan bij het Natuurreservaat Stor-Räbben. In het zuidwesten is het Natuurreservaat Bondöfjärd ook niet ver weg. Het maakt deel uit van Natura 2000.